# Centris hyptidoides
Centris hyptidoides är en biart som beskrevs av Roig-alsina 2000. Centris hyptidoides ingår i släktet Centris och familjen långtungebin. Inga underarter finns listade.